# Ganesh V
Der Ganesh V ist ein 6770 m hoher Berg im Ganesh Himal an der nepalesisch-tibetischen Grenze.

## Besteigungsgeschichte
Die Erstbesteigung des Ganesh V gelang einer japanisch-nepalesischen Expedition im Jahr 1980. Der Aufstieg begann bei dem Dorf Chilime und umfasste vier Lager. Die Aufstiegsroute zum Gipfel führte über den Nordgrat. Am 21. April erreichten die beiden Japaner Tatsumi Sasaki und Akihiko Komori, der Nepalese Lhakpa Dorjee sowie zwei Sherpas den Gipfel. Am Folgetag erklommen die Japaner Norimasa Okabe, Kinichi Hamaguchi, Takeshi Shinohara und Saburo Saito, der Nepalese Zimba Zangbu sowie drei Sherpas den Gipfel.